# 新高山荚蒾
新高山荚蒾（学名：Viburnum morrisonense）為五福花科荚蒾属的植物，是台灣的特有植物。分布於台灣本島之中、高海拔山區，目前尚未由人工引种栽培。